# 연료 게이지
자동차 및 항공우주 공학에서, 연료 게이지(Fuel gauge)는 연료 탱크에 있는 연료의 양을 나타내는 데 사용되는 계측기이다. 전기 공학에서 이 용어는 축전지의 현재 스테이트 오브 차지를 결정하는 IC에 사용된다.

## 자동차

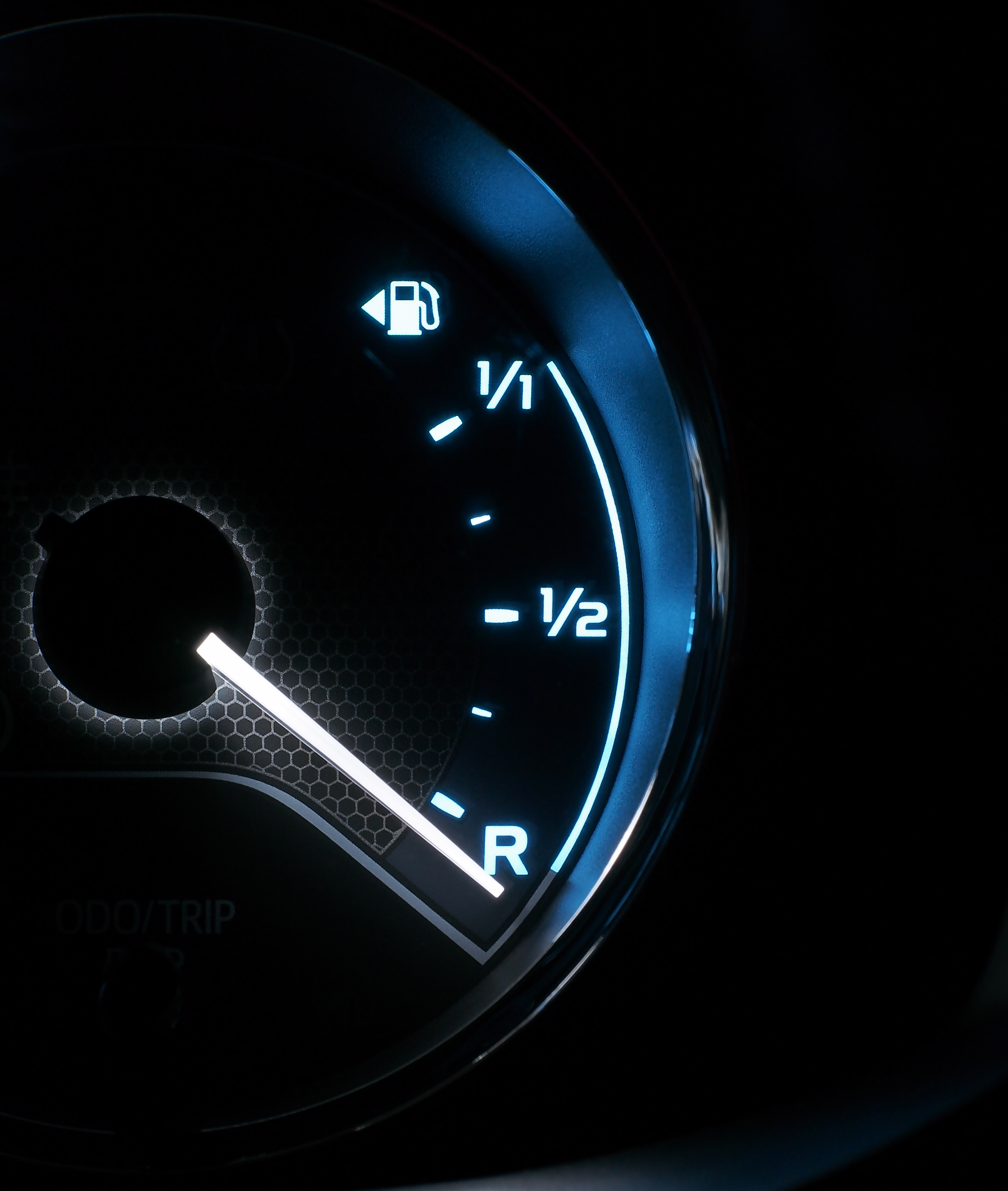
2016년형 토요타 코롤라의 아날로그 연료 게이지로, 차량 좌측에 연료 주입구가 있음을 나타내는 "모일런 화살표"가 특징이다.

차량에 사용되는 게이지는 두 부분으로 구성된다.
- 센딩 유닛 - 탱크 내부
- 인디케이터 - 계기판

센딩 유닛은 일반적으로 전위차계에 연결된 플로트를 사용하며, 현대 자동차에서는 일반적으로 인쇄된 잉크 디자인이다. 탱크가 비워지면 플로트가 떨어지고 저항을 따라 움직이는 접점을 미끄러뜨려 저항을 증가시킨다. 또한 저항이 특정 지점에 도달하면 일부 차량에서는 "연료 부족" 표시등이 켜진다.
한편, 인디케이터 유닛(보통 계기판에 장착됨)은 센딩 유닛을 통해 흐르는 전류의 양을 측정하고 표시한다. 탱크 수위가 높고 최대 전류가 흐를 때 바늘은 "F"를 가리키며 탱크가 가득 찼음을 나타낸다. 탱크가 비어 있고 최소 전류가 흐를 때 바늘은 "E"를 가리키며 탱크가 비었음을 나타낸다. 일부 차량은 대신 "1"(가득 참)과 "0"(비어 있음) 또는 "R"(예비) 표시기를 사용한다.

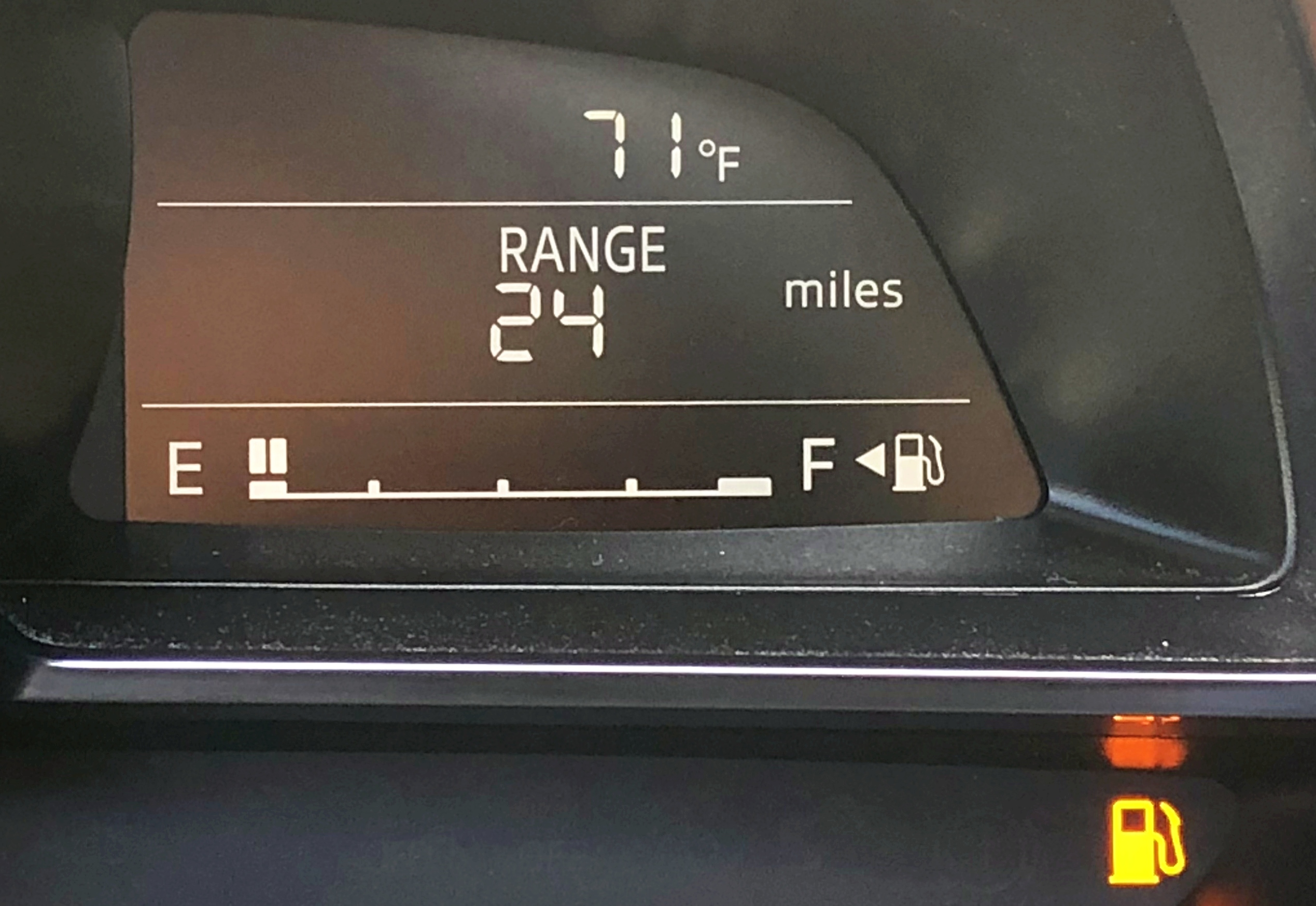
2018년형 마쓰다 3의 디지털 연료 게이지로, 거의 빈 탱크와 함께 남은 주행 거리를 표시한다.

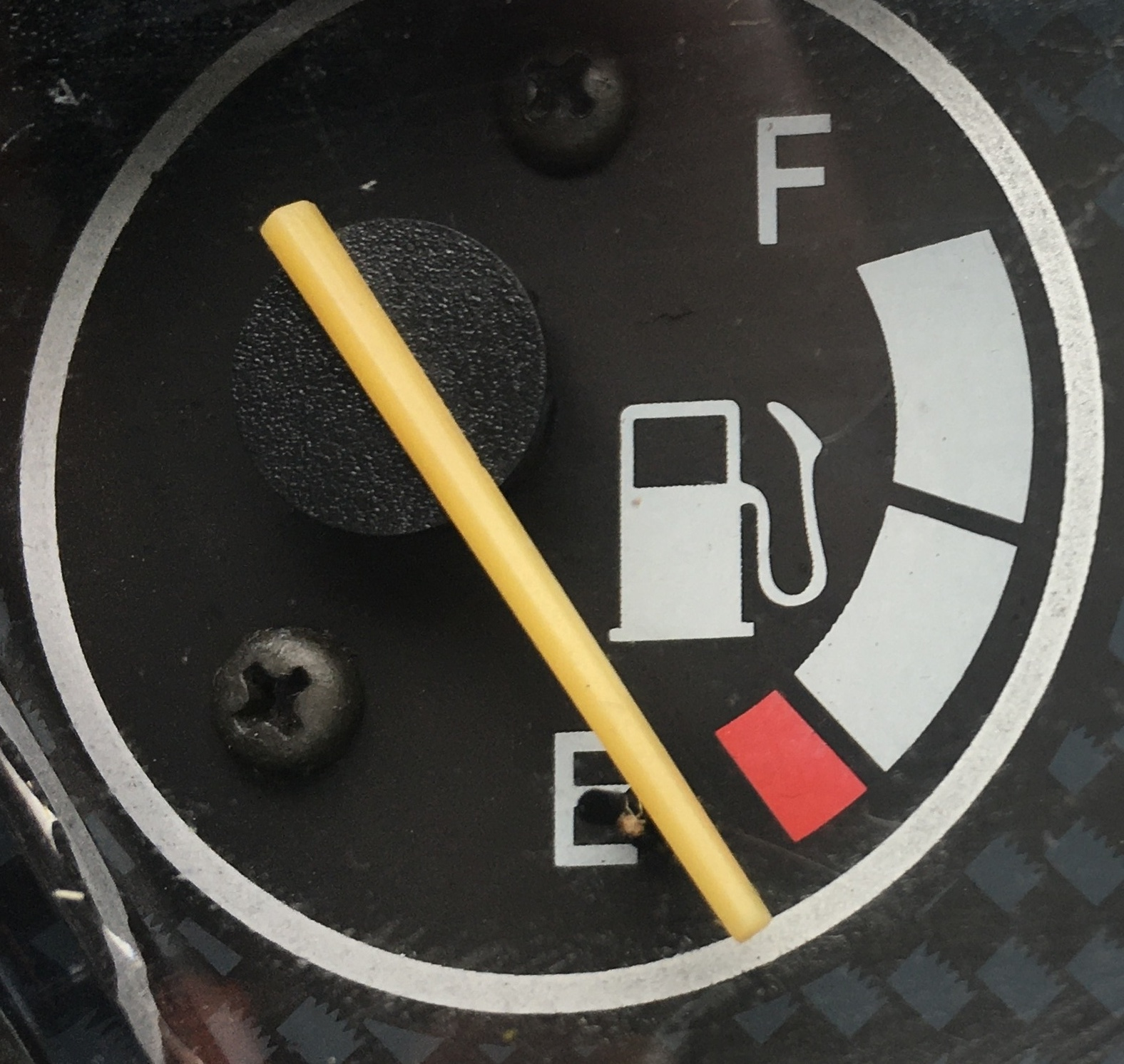
2008년 중국산 50cc 스쿠터에 장착된 전형적인 구형 연료 게이지로, 국제적으로 사용되는 그림문자인 주유기 아이콘이 있다.

이 시스템은 페일 세이프 방식으로 작동할 수 있다. 전기적 결함이 발생하면 전기 회로가 인디케이터를 탱크가 비어 있는 것으로 표시하게 하여 (이론적으로 운전자가 탱크를 다시 채우도록 유도하여) 연료가 가득 찬 것으로 표시하는 것(운전자에게 사전 통지 없이 연료가 바닥나게 할 수 있음)보다 낫다. 전위차계의 부식이나 마모는 잘못된 연료 수치 판독을 제공한다. 그러나 이 시스템에는 잠재적인 위험이 따른다. 플로트가 연결된 가변 저항기를 통해 전류가 흐르므로 저항 값은 연료 수위에 따라 달라진다. 대부분의 자동차 연료 게이지에서 이러한 저항기는 게이지의 내부, 즉 연료 탱크 내부에 있다. 이러한 저항기를 통해 전류를 보내는 것은 화재 및 폭발 위험이 따른다. 이러한 저항 센서는 자동차 휘발유 연료에 알코올이 점차적으로 첨가되면서 고장률이 증가하고 있다. 알코올은 물처럼 전류를 운반할 수 있으므로 전위차계의 부식 속도를 증가시킨다. 알코올 연료용 전위차계 애플리케이션은 펄스-홀드 방식을 사용하며, 연료 수위를 결정하기 위해 주기적인 신호를 보내 부식 가능성을 줄인다. 따라서 연료 수위를 측정하는 또 다른 안전한 비접촉 방식에 대한 요구가 있다.

### 모일런 화살표
1990년대 초부터 많은 연료 게이지에는 연료 펌프 아이콘과 화살표가 포함되어 차량의 연료 주입구 위치를 나타낸다. 아이콘과 화살표의 사용은 1986년 포드 모터 컴퍼니의 디자이너 짐 모일런이 발명했다. 그가 1986년 4월에 이 아이디어를 제안한 후, 1989년형 포드 이스케이프와 머큐리 트레이서가 이 기능을 처음으로 구현한 차량이었다. 다른 자동차 회사들도 이 추가 기능을 주목하고 자사 연료 게이지에 통합하기 시작했다.

## 항공기
소형 항공기 애플리케이션에서 보편화되고 있는 자기저항효과 방식 연료 레벨 센서는 자동차 용도에 대한 잠재적 대안을 제공한다. 이 연료 레벨 센서는 전위차계 예시와 유사하게 작동하지만, 플로트 피벗의 밀봉된 감지기가 플로트 암의 피벗 끝에 있는 한 쌍의 자석의 각도 위치를 결정한다. 이들은 매우 정확하며, 전자기기는 연료 외부에 완전히 위치한다. 이러한 센서의 비접촉 특성은 화재 및 폭발 위험, 그리고 휘발유 또는 알코올 연료 혼합물에 대한 모든 연료 조합 또는 첨가물과 관련된 문제를 해결한다. 자기저항 센서는 LPG 및 LNG를 포함한 모든 연료 또는 유체 조합에 적합하다. 이러한 송신기의 연료 레벨 출력은 비례 전압 또는 선호되는 CAN 버스 디지털 방식일 수 있다. 이 센서들은 또한 레벨 출력을 제공하거나 아무것도 제공하지 않는다는 점에서 페일 세이프 방식으로 작동한다.
대형 연료 탱크(지하 저장 탱크 포함)를 측정하는 시스템은 동일한 전기 기계적 원리를 사용하거나 압력 센서를 사용할 수 있으며, 때로는 수은 압력계에 연결되기도 한다.
많은 대형 운송 고정익기는 다른 연료 게이지 설계 원리를 사용한다. 항공기는 연료가 유전체가 되는 저전압 튜브형 커패시터 프로브를 여러 개(A320의 경우 약 30개) 사용할 수 있다. 다른 연료 레벨에서 다른 정전 용량 값이 측정되므로 연료 레벨을 결정할 수 있다. 초기 설계에서는 연료 탱크 모양과 항공기 피치 및 롤 자세를 보상하기 위해 개별 프로브의 프로파일과 값이 선택되었다. 더 현대적인 항공기에서는 프로브가 선형적(정전 용량이 연료 높이에 비례함)이며 연료 컴퓨터가 연료량을 계산한다(제조업체마다 약간 다름). 이 시스템은 결함이 있는 프로브를 식별하고 연료 계산에서 제외할 수 있다는 장점이 있다. 전체적으로 이 시스템은 99% 이상의 정확도를 가질 수 있다. 대부분의 상업용 항공기는 의도된 비행에 필요한 연료(적절한 안전 여유 포함)만 탑재하므로, 이 시스템을 통해 연료 적재량을 미리 선택할 수 있으며, 의도된 적재량이 탑재되면 연료 공급이 중단된다.

## 연료 게이지 IC
전자공학에는 축전지의 현재 스테이트 오프 차지를 제어하는 다양한 IC를 사용할 수 있다. 이러한 장치들도 "연료 게이지"라고 불린다.